# Lesché des Cnidiens
La lesché (grec ancien : λέσχη : lieu de réunions destiné à la discussion) des Cnidiens se trouve sur le sanctuaire de Delphes, dans la zone nord-est. Elle a été édifiée vers 475-460 av. J.-C. Elle fut totalement remaniée au IVe siècle av. J.-C.

## Description
Cette lesché est un bâtiment rectangulaire (19 mètres sur 9,50 mètres). Le toit était soutenu par deux rangées de colonnes de bois à l'intérieur du bâtiment. Sur l'un des grands côtés, au Sud, la lumière entrait par une porte , peut-être à deux battants, ou plusieurs portes et aussi, peut-être, par des fenêtres. Les deux tableaux se trouvant l'un à droite, l'autre à gauche en entrant.

## Fresques
La lesché des Cnidiens était célèbre pour les fresques qui l'ornaient, dues à Polygnote, dont une chute de Troie. Ces peintures devaient probablement être sur des panneaux amovibles et non peintes directement sur les murs.
Bien que les Cnidiens demandent à Polygnote des représentations la prise de Troie, celui-ci choisit de peindre le lendemain de la bataille et ses conséquences.
Pausanias leur consacre de nombreuses pages dans sa Description de Delphes (X, 25, 1 à 32).
En 2000, Catherine Cousin, revient dans une étude sur ces peintures sous l'intitulé « Composition, espace et paysage dans les peintures de Polygnote à la lesché de Delphes ».